# Konkylie
KonKylie é o segundo álbum de estúdio da banda dinamarquesa When Saints Go Machine, lançado em 2011.

## Faixas
1. "konkylie" - 4:07
2. "Church And Law" - 4:49
3. "Parix" - 3:29
4. "Chestnut" - 3:31
5. "The same scissors" - 4:00
6. "Jets" - 3:10
7. "Kelly" - 3:35
8. "On The Move" - 3:18
9. "Whoever Made You Stand So Still" - 2:57
10. "Add Ends" - 5:14